# شهرستان المیناء
ناحیهٔ المیناء (به عربی: مدیریة المیناء) یک ناحیه در یمن است که در استان حدیده واقع شده‌است.

## خصوصیات
ناحیهٔ المیناء ۹۱٬۸۴۳ نفر جمعیت دارد.